# Бачишин Богдан Дмитрович
Бачишин Богдан Дмитрович (нар.26 грудня 1962 року в смт. Мізоч Здолбунівського району, Рівненської області) - кандидат технічних наук із спеціальності «Геодезія», доцент. Працює викладачем у Національному університеті водного господарства та природокористування.

## Біографія
В Мізоцькій середній школі навчався з 1970 по 1980 роки.
В 1985 році закінчив геодезичний факультет Львівського політехнічного інституту за спеціальністю 1301-Прикладна геодезія і отримав кваліфікацію інженер-геодезист. Під час виробничої практики (з травня по вересень 1984 року) працював помічником бригадира нівелювальної бригади в Амурській області.
З 1985 по 1988 роки навчався в аспірантурі при Київському інженерно-будівельному інституті. В 1989-1991 роках працював асистентом кафедри автоматизації геодезичних вимірювань в тому ж інституті. 1991-1994 роки – інженер Вінницького проектно-конструкторського бюро „Пошук” виробничого об’єднання „Аерогеоприлад”.
З 1994 року працює у Національному університеті водного господарства та природокористування в м. Рівне, спочатку на посаді асистента, а з 1997 року на посаді старшого викладача.
В 1999 році захистив дисертацію на здобуття наукового ступеня кандидат технічних наук із спеціальності 05.24.01-Геодезія. Тема дисертаційної роботи «Обґрунтування точності геодезичного забезпечення спорудження будівельних оболонок».
З 2000 року працює на посаді доцента.

## Наукові інтереси
Цифрова картографія, автоматизація геодезичних вимірювань.

## Основні наукові праці
- Расчет точности положения узла сборных сооружений. / Инженерная геодезия. – К.: Будівельник. 1990 - Вип. 33. – С.81-85. (співавтори Старовєров В.С., Єгоров О.І.);
- Визначення допусків геодезичного забезпечення спорудження оболонок. // Інженерна геодезія. – К.: КДТУБА. – 1998. – Вип.39. – С.137-139. (співавтор Старовєров В.С.);
- Точність планового положення пункту, визначеного оберненою лінійно-кутовою засічкою. // Інженерна геодезія. – К.: КДТУБА. –1998. – Вип.39. – С.140-141. (співавтор Старовєров В.С.);
- Допустимі похибки геодезичного забезпечення спорудження оболонок. // Інженерна геодезія. - К.: КНУБА.-2002. – Вип.46. С.8-14;
- Особливості оптимізації землекористувань в сільськогосподарському виробництві. // Сучасні досягнення геодезичної науки та виробництва, Львів, Ліга-Прес, 2002. – С.298-302. (співавтори Корнілов Л.В., Черняга П.Г., Тібілова Л.В., Грицюк П.М.);
- Аналіз полів початкових недосконалостей форми будівельних оболонок . // Вісник РДТУ № 1 (14), Рівне, 2002. – С.179-184;
- Аналіз точності визначення елементів електронно-блокової тахеометрії. // Вісник РДТУ, № 3 (16). – Рівне 2002. – С.231-238. (співавтори Лагоднюк А.М., Хмуринський А.В.);
- Дослідження точності трансформації растру. // Вісник НУВГП № 1 (33), Рівне, 2007. – С.179-185. (співавтори Шульган Р.Б., Янчук О.Є.);
- Врахування впливу забруднення атмосфери і ґрунтів промисловими підприємствами в процесі оцінювання сільськогосподарських угідь // Вісник геодезії та картографії, Київ, 2009. №5. (співавтор Шульган Р.Б.);
- Метод експертної грошової оцінки земельних ділянок на основі теорії нечітких множин. // Науково-технічний збірник „Інженерна геодезія” №55, 2010, Київ. – С.15-25. (співавтор Шульган Р.Б.);
- Коригування вартості земельних ділянок сільськогосподарського призначення за забруднення ґрунтів важкими металами вздовж автомобільних шляхів // Вісник НУВГП випуск 2 (50), Рівне – 2010. (співавтор Шульган Р.Б.);
- Алгоритм автоматизації природно-сільськогосподарського районування. // Вісник НУВГП випуск 3 (51), Рівне – 2010 (співавтори Шульган Р.Б. Корнілов Л.В. Кібукевич .М.);
- Коригування грошової оцінки сільськогосподарських угідь за техногенне забруднення території за рівнями концентрації забруднюючих речовин. // Науково-технічний збірник „Інженерна геодезія” №57, 2010, Київ. (співавтори Шульган Р.Б., Трохимець С.М.);
- Уточнення меж природно-сільськогосподарських районів на основі теорії нечітких множин. // Вісник геодезії та картографії, Київ, 2011. №3 (співавтори Корнілов Л.В., Шульган Р.Б., Кібукевич О.М.);
- Алгоритм автоматизації економіко-планувального зонування. // Сучасні досягнення геодезичної науки та виробництва, вип. 1 (21), 2012, Львів (співавтори Панчук Ю., Шульган Р.).

## Основні методичні видання
- Методичні вказівки до виконання курсової роботи “Побудова топографічного плану автоматизованими методами” з курсу “Автоматизація виробничих процесів в землевпорядкуванні” для студентів спеціальності “Землевпорядкування та кадастр”. Рівне, НУВГП, 2007. (співавтор Янчук О.Є.);
- Методичні вказівки до виконання лабораторних робіт з дисципліни “Цифрова картографія” (Частина 1. Векторизатор „MapEdit” для студентів спеціальностей “Землевпорядкування та кадастр” і “Геоінформаційні системи і технології”. Рівне, НУВГП, 2007 (співавтори Сунічук О.С, Олексин Д.І.);
- Методичні вказівки до виконання розрахунково-графічних та контрольних робіт з дисципліни “Картографія” для студентів денної та заочної форм навчання за напрямом підготовки 6.080101 “Геодезія, картографія, землеустрій”. Рівне, НУВГП, 2010;
- Методичні вказівки до виконання лабораторних робіт з дисципліни “Автоматизація виробничих процесів у землевпорядкуванні” для студентів денної та заочної форм навчання спеціальності «Землевпорядкування та кадастр» Рівне, НУВГП, 2010;
- Цифрові карти місцевості. Навчальний посібник, Рівне, НУВГП, 2011, 182с.;